# Natalie Dessay
Natalie Dessay, all'anagrafe Nathalie Dassaix (Lione, 19 aprile 1965) è un soprano francese.
Famosa per il suo impegno scenico e il suo talento di attrice, nella prima parte della sua carriera si è cimentata in ruoli da soprano leggero, grazie alla facilità nel registro sopracuto (raggiungeva il La della quinta ottava), successivamente ha esteso il suo repertorio a ruoli più drammatici.

## Biografia
Natalie Dessay ha cominciato come attrice. Ha studiato al conservatorio di Bordeaux e dopo è diventata membro del coro del théâtre du Capitole di Tolosa. Il suo primo ruolo come solista è stato Barbarina nelle Nozze di Figaro di Wolfgang Amadeus Mozart a Marsiglia nel maggio 1989.
Nel settembre 1990 canta in concerto arie di Mozart al Teatro alla Scala di Milano con Eva Mei diretta da Daniele Gatti.
Al Grand Théâtre di Ginevra nel dicembre 1991 è Adèle in Il pipistrello.
Nel 1992 Natalie Dessay ha interpretato per la prima volta Olympia in I racconti di Hoffmann di Offenbach con José van Dam nel suo debutto all'Opéra Bastille per l'Opéra national de Paris.
Nel 1993 ha raggiunto il Wiener Staatsoper per un anno debuttando con Blondchen in Il ratto dal serraglio.
Sempre a Vienna nello stesso anno è una cantante italiana in Capriccio, Olympia in Les Contes d'Hoffmann che interpreterà in 22 occasioni fino al 2000 e l'Überraschungsgast ("L'ospite a sorpresa") in casa di Orlofsky in Il pipistrello.
Ancora a Vienna nel 1994 è Zerbinetta in Ariadne auf Naxos e Sophie in Il cavaliere della rosa, nel 1996 è Die Fiakermilli in Arabella ed Aminta in La donna silenziosa, nel 2000 la Regina della notte in Il flauto magico, nel 2002 Amina in La sonnambula, nel 2007 Marie in La figlia del reggimento e nel 2011 Violetta Valéry in La traviata.
In luglio 1994 ha cantata la sua prima Regina della Notte durante il festival di Aix-en-Provence. Ha dichiarato molte volte che non le piaceva questo ruolo perché era troppo breve e privo d'interesse, anche se l'ha interpretato in 6 produzioni diverse tra le quali all'Opéra national de Paris nel 1999. Poi ha continuato con nuovi ruoli di soprano leggero coloratura come Morgana in Alcina nello stesso anno sempre all'Opéra National de Paris, Hébé in Les Indes galantes, Eurydice, Ophélie in Hamlet nel suo debutto al Royal Opera House di Londra nel 2003, Amina, Zerbinetta in Ariadne auf Naxos a Bilbao nel 1999 ed a Parigi nel 2003 ecc., ma all'inizio del 2000 ha avuto i primi problemi vocali. Dopo alcune operazioni ma anche una maturazione vocale, a più di 40 anni, ha abbandonato le note sovracute per quelle più liriche che lei considera come più interessanti: Lucia di Lammermoor a Parigi nel 2006 ed al San Francisco Opera nel 2008, Marie in La figlia del reggimento nel 2007 al Royal Opera House, Musetta in La bohème a Parigi nel 2009, Amina in La sonnambula a Parigi nel 2010, Cleopatra nel Giulio Cesare di Händel a Parigi nel 2011, Juliette, Manon a Parigi nel 2012, Mélisande nel 2005 alla Scottish Opera e Pamina.
Natalie Dessay canta sempre più spesso negli Stati Uniti d'America, e particolarmente a New York dove ha debuttato con Fiakermilli in Arabella con Kiri Te Kanawa diretta da Christian Thielemann al Metropolitan Opera House nel 1994, e dove  possiede un appartamento.  Sempre al Met nel 1997 è Zerbinetta in Ariadne auf Naxos, nel 1998 Olympia in I racconti di Hoffmann, nel 2005 Juliette in Romeo e Giulietta, nel 2007 Lucia di Lammermoor, nel 2008 Marie in La figlia del reggimento, nel 2009 Amina in La sonnambula, nel 2011 canta in concerto alla Carnegie Hall con la MET Orchestra, nel 2012 è Violetta in La traviata e nel 2013 Cleopatra in Giulio Cesare. Fino ad oggi la Dessay ha cantato in 87 rappresentazioni al Met.
Ancora alla Scala nel 1995 è Olympia nella prima rappresentazione di I racconti di Hoffmann con Samuel Ramey diretta da Riccardo Chailly, nel 1998 tiene un recital e nel 2001 Amina nella prima di La sonnambula con Juan Diego Flórez diretta da Maurizio Benini.
All'Opera di Chicago nel 1996, 1998 e 1999 è Morgana in Alcina.
Ancora a Ginevra nel 1996 è Ophélie in Hamlet, nel 1998 tiene un recital, nel 2000 è Konstanze in Il ratto dal serraglio e nel 2004 è Manon Lescaut in Manon.
Nel 1998 canta Le temps retrouvé (vocalise) di Jorge Arriagada nella colonna sonora di Il tempo ritrovato.
Nel 2005 canta nella colonna sonora del film Joyeux Noël - Una verità dimenticata dalla storia.
Nel 2012 tiene un recital all'Opéra national de Montpellier Languedoc-Roussillon, all'Opéra de Vichy, all'Opéra municipal di Marsiglia, all'Opéra di Massy ed è Marie in La figlia del reggimento all'Opéra Bastille.
Nel 2013 è Antonia in I racconti di Hoffmann al Gran Teatre del Liceu di Barcellona ed Antonia a San Francisco.
Nell'ottobre del 2013 annuncia il ritiro dalle scene liriche, ma continua l'attività artistica in forma di recital, collaborando in particolare con Michel Legrand ed il pianista Philippe Cassard.
Nel 2016 ha fatto il suo debutto nel mondo del musical interpretando Fosca in Passion al Théâtre du Châtelet.
Dal 2018 ha debuttato anche come attrice di prosa  e doppiatrice di film animati.
Vive a Parigi col marito Laurent Naouri, un baritono, e due figli.

## Repertorio
| Ruolo             | Titolo                   | Autore          |
| ----------------- | ------------------------ | --------------- |
| Amina             | La sonnambula            | Bellini         |
| Mélisande         | Pelléas et Mélisande     | Debussy         |
| Lakmé             | Lakmé                    | Delibes         |
| Lucia Ashton      | Lucia di Lammermoor      | Donizetti       |
| Marie             | La figlia del reggimento | Donizetti       |
| Juliette          | Roméo et Juliette        | Gounod          |
| Morgana           | Alcina                   | Händel          |
| Cleopatra         | Giulio Cesare in Egitto  | Händel          |
| Manon             | Manon                    | Massenet        |
| La Musica         | L'Orfeo                  | Monteverdi      |
| Aspasia           | Mitridate, re di Ponto   | Mozart          |
| Elisa             | Il re pastore            | Mozart          |
| Zaide             | Zaide                    | Mozart          |
| Blonde Konstanze  | Il ratto dal serraglio   | Mozart          |
| Madame Herz       | L'impresario teatrale    | Mozart          |
| Barbarina         | Le nozze di Figaro       | Mozart          |
| Konigin der Nacht | Il flauto magico         | Mozart          |
| Eurydice          | Orfeo all'inferno        | Offenbach       |
| Antonia Olympia   | I racconti di Hoffmann   | Offenbach       |
| Musetta           | La bohème                | Puccini         |
| Hébe              | Les Indes galantes       | Rameau          |
| Adele             | Il pipistrello           | Johann Strauss  |
| Sophie            | Il cavaliere della rosa  | Richard Strauss |
| Najade Zerbinetta | Ariadne auf Naxos        | Richard Strauss |
| Flakermilli       | Arabella                 | Richard Strauss |
| Aminta            | La donna silenziosa      | Richard Strauss |
| Cantante italiana | Capriccio                | Richard Strauss |
| L'usignolo        | Le rossignol             | Stravinskij     |
| Ophélie           | Hamlet                   | Thomas          |
| Violetta Valery   | La traviata              | Verdi           |

## Discografia parziale

### Opere
- L'Orfeo (la Musica) di Monteverdi – 2004 Virgin Classics (Emmanuelle Haïm)
- Alcina (Morgana) di Händel – Erato (William Christie)
- Mitridate, re di Ponto (Aspasia) di Wolfgang Amadeus Mozart - Decca (Christophe Rousset)
- Il flauto magico (la Regina della Notte) di Wolfgang Amadeus Mozart - Erato (William Christie)
- Lucie de Lammermoor in francese (Lucie) di Gaetano Donizetti - 2003 Virgin Classics/EMI (Evelino Pidò)
- La fille du régiment in francese (Marie) di Gaetano Donizetti - Virgin Classics (Bruno Campanella)
- La sonnambula (Amina) di Vincenzo Bellini - 2007 Erato/Warner/Virgin Classics (Evelino Pidò)
- Orfeo all'inferno (Euridice) di Jacques Offenbach - 1998 EMI (Choeur de L'Opéra National de Lyon, Eva Podles, Laurent Naouri, Marc Minkowski, Natalie Dessay, Orchestre De Chambre De Grenoble, Orchestre de l'Opéra National de Lyon & Véronique Gens)
- I racconti di Hoffmann (Olympia) di Jacques Offenbach - Erato (Kent Nagano)
- Lakmé (Lakmé) di Delibes - EMI (Michel Plasson)
- Ariadne auf Naxos (Zerbinetta) di Strauss - Deutsche Grammophon (Giuseppe Sinopoli)
- Le rossignol di Stravinskij - 1999 EMI (James Conlon/Orchestre National de l'Opéra de Paris)
- Dessay, French Opera Arias - Michel Plasson, Natalie Dessay & Orchestre National du Capitole de Toulouse, 2003 Virgin/EMI
- Dessay, Mad Scenes - Natalie Dessay, 2009 Erato/Warner
- Dessay, Les Stars Du Classique : Natalie Dessay - 2010 EMI
- Dessay, Bellini, Donizetti & Verdi: Italian Opera Arias - Concerto Köln, Evelino Pidò & Natalie Dessay, 2007 Erato/Warner
- Offenbach: Opera Highlights - Marc Minkowski, Natalie Dessay & Orchestre de l'Opéra National de Lyon, 1998/2005 Erato/Warner
- Mozart: Airs de Concert - Natalie Dessay, Orchestre de l'Opéra de Lyon & Theodor Guschlbauer, 2003 EMI
- R. Strauss: Amor - Opera scenes & Lieder - Natalie Dessay, Felicity Lott, Orchestra of the Royal Opera House, Covent Garden, Antonio Pappano, Sophie Koch & Angelika Kirchschlager, 2004 Erato/Warner
- Wagner: Arias and Love Duets - Natalie Dessay, Orchestra of the Royal Opera House, Covent Garden & Plácido Domingo, 2007 EMI
- Cleopatra - Handel: Giulio Cesare Opera Arias - Natalie Dessay, Emmanuelle Haïm & Le Concert d'Astrée, 2011 Erato/Warner

### Musica sacra/cantate/altro
- Bach: Cantatas - Natalie Dessay, Emmanuelle Haïm & Le Concert d'Astrée, 2008 Erato/Warner
- Brahms: Ein Deutsches Requiem - Paavo Järvi, Natalie Dessay, Swedish Radio Choir, Ludovic Tezier & Radio-Sinfonie-Orchester Frankfurt, 2011 EMI
- Debussy: Clair de lune - Natalie Dessay, 2012 Erato/Warner
- Handel: Arcadian Duets - Brian Asawa, Emmanuelle Haïm, Le Concert d'Astrée, Natalie Dessay, Patricia Petibon & Véronique Gens, 2002 Erato/Warner
- Handel: Dixit Dominus - Bach: Magnificat - Emmanuelle Haïm, Le Concert d'Astrée & Natalie Dessay, 2007 EMI
- Handel: Il Trionfo del Tempo e del Disinganno - Emmanuelle Haïm, Le Concert d'Astrée & Natalie Dessay, 2007 Erato/Warner
- Handel: Delirio - Emmanuelle Haïm, Le Concert d'Astrée & Natalie Dessay, 2005 Erato/Warner
- Mozart: Mass In C Minor - Le Concert d'Astrée, Louis Langree, Natalie Dessay & Véronique Gens, 2006 Erato/Warner
- Entre elle et lui - Michel Legrand & Natalie Dessay, 2013 Erato/Warner - settima posizione in Francia

## DVD parziale
- Bellini, Sonnambula - Pidò/Flórez/Dessay/Pertusi, 2009 Decca
- Debussy, Pelleas et Melisande - 2009 Virgin/Erato
- Donizetti, La Fille du régiment - Bruno Campanella/Natalie Dessay/Juan Diego Flórez, 2007 Virgin
- Haendel, Giulio Cesare - Emmanuelle Haïm, 2011 Virgin
- Massenet, Manon - Natalie Dessay/Rolando Villazón, 2007 Warner/Erato
- Mehul, La Legende de Joseph en Egypte - 1990 Disques Dom
- Mozart, Die Zauberflöte - Dorothea Röschmann/Piotr Beczała/Natalie Dessay/Matti Salminen, 2000 TDK
- Offenbach, Orphee aux enfers - Marc Minkowski/Natalie Dessay/Yann Beuron/Jean-Paul Fouchecourt, Opéra National de Lyon 1997 Arthaus/Naxos
- Offenbach, Des contes d'Hoffmann - Kent Nagano/José van Dam/Natalie Dessay, 1993 Arthaus/Naxos
- Stravinsky, Le rossignol - James Conlon/Natalie Dessay/Violeta Urmana/Marie McLaughlin, 2005 Erato
- Thomas, Hamlet - Simon Keenlyside/Natalie Dessay/Béatrice Uria-Monzon, 2004 EMI/Erato
- Verdi, La traviata - London Symphony Orchestra, 2011 Warner